# Il tabarro
Il tabarro (italienisch für „Der Mantel“) ist eine Oper in einem Akt von Giacomo Puccini. Der Komponist verband sie mit den zwei Einaktern Suor Angelica und Gianni Schicchi zu Il trittico („Das Triptychon“), das mit den drei Werken in der oben beschriebenen Reihenfolge am 14. Dezember 1918 an der Metropolitan Opera in New York City uraufgeführt wurde. Das Libretto verfasste Giuseppe Adami nach dem Stück La Houppelande des französischen Autors Didier Gold.

## Hintergrund
Giacomo Puccini wollte einen Zyklus, das Trittico, verfassen, der ein tragisches, ein lyrisches (Suor Angelica) und ein heiteres Stück (Gianni Schicchi) an einem Abend zur Aufführung bringen sollte. Il tabarro bildet dabei den tragischen ersten Akt.

## Handlung
Die Oper spielt um 1910 in Paris.
Ort: ein Schleppkahn am Ufer der Seine
Der grauhaarige Schiffer Michele liebt seine junge Frau Giorgetta, die ihm auch ihre Liebe schwört, tatsächlich aber nach dem Tod ihres gemeinsamen Kindes eine Beziehung zum Löscharbeiter Luigi begonnen hat. Giorgetta und Luigi verabreden sich zu einem nächtlichen Treffen auf Micheles Schleppkahn. Ohne Erfolg bittet Michele am Abend seine Frau, wieder an die glückliche Zeit von früher anzuknüpfen und ihrer Ehe eine neue Chance zu geben. Giorgetta aber gibt vor, müde zu sein und zu Bett gehen zu wollen.
Michele, dessen schlimmster Verdacht nun bestätigt zu sein scheint, ist verzweifelt und nennt seine Frau eine Hure. Er bleibt an Deck. Als er unbewusst das verabredete Erkennungszeichen benutzt, entdeckt er Luigi und erwürgt ihn. Dann wickelt er die Leiche in seinen Mantel, mit dem er in besseren Tagen seine Frau gewärmt hatte. Als Giorgetta etwas hört und deswegen an Deck kommt, fordert Michele sie auf, sich wieder zu ihm unter seinen Mantel zu setzen. Mit vorwurfsvollen Worten zeigt er ihr dann den Leichnam ihres Liebhabers. Giorgetta schreit auf, und der Vorhang fällt.